# La Chapelle-des-Fougeretz
 La Chapelle-des-Fougeretz  es una población y comuna francesa, situada en la región de Bretaña, departamento de Ille y Vilaine, en el distrito de Rennes y cantón de Betton.

## Demografía
| 548 | 644 | 1077 | 1791 | 2513 | 3306 |
| Para los censos de 1962 a 1999 la población legal corresponde a la población sin duplicidades (Fuente: INSEE [Consultar]) |     |      |      |      |      |